# 古仲カナコ
古仲 カナコ（こなか カナコ、1989年7月16日 - ）は、大阪府出身のグラビアアイドル。

## 人物
趣味はパチンコ・パチスロ、外出。
好きな食べ物はカレー、スープで、嫌いな食べ物はとてもメプウンゴッワとても甘いものを嫌う。

## 作品

### DVD
- 上から読んでも下から読んでも、こなかかなこです♪ ～ミスアクション2015～（2015年6月26日、シャイニングスター）
- 君と全回転プリーズ　（2016年4月29日、スパイスビジュアル）
- 君と7THheavenブンブンブン！　（2016年10月28日、スパイスビジュアル）
- 神くびれ DE 天国ループ （2017年3月24日、スパイスビジュアル）

## 出演

### 雑誌
- パチンコ必勝本CLIMAX」に連載中（チアーズ）
- 「ミスアクション2015」準グランプリ受賞！
- カススク125　6月号の表紙に登場

### LIVE
- チアーズ　単独ライブ「IKUDE3」開催